# An Evening with Belafonte/Makeba
An Evening with Belafonte/Makeba è un album di Harry Belafonte e Miriam Makeba, pubblicato nel 1965.

## Descrizione
Pubblicato dalla RCA, l'album fu la prima collaborazione fra Belafonte e Makeba, fatta eccezione per una apparizione di Makeba nel brano Just One More Dance sull'album di Belafonte Belafonte Returns to Carnegie Hall (1960). A dispetto del titolo, solo due dei brani dell'album sono effettivamente cantati in duetto da Belafonte e Makeba.
L'album nacque da un progetto di Belafonte, che godeva di una grande notorietà internazionale e in quegli anni sosteneva molti artisti ancora poco noti come Nana Mouskouri, Letta Mbulu o Hugh Masekela, oltre alla stessa Makeba. I brani sono cantati in diverse lingue africane: zulu, xhosa, sotho e swahili.

## Tracce
1. Train Song – 3:08
2. In The Land of the Zulus – 2:30
3. Hush, Hush – 3:03
4. To Those We Love – 2:15
5. Give Us Our Land – 2:27
6. Ndodemnyama Verwoerd! – 2:05
7. Gone Are My Children – 2:47
8. Hurry, Mama, Hurry! – 3:25
9. My Angel – 3:12
10. Cannon – 2:47
11. Lullaby – 2:46
12. Show Me the Way, My Brother – 3:10

## Musicisti
- Harry Belafonte, Miriam Makeba: voce
- Sam Brown, Eddie Diehl, Marvin Falcon, Ernie Calabria, Jay Berliner: chitarra
- William Salter, John Cartwright: archi
- Auchee Lee, Solomon Ilori, Chief Bey, Ralph MacDonald, Percy Brice: percussioni